# Charles Deruyter
Charles Deruyter (Wattrelos, 27 januari 1890 - Saint-Servais, 25 januari 1955) was een Belgisch wielrenner. Hij was beroepsrenner van 1911 tot 1925. Deruyter is vooral bekend om zijn overwinning in de Omloop van de Slagvelden in 1919.

## Biografie

### amateur
Charles Deruyter werd in het Noord-Franse Wattrelos geboren als zoon van een wever. Als vijftienjarige begon hij te fietsen en behaalde al snel successen als amateurrenner, zowel op de piste als op de baan. Hij behaalde vooral overwinningen in koersen in Wallonië en Limburg. Een zesde plaats in Luik-Bastenaken-Luik in 1909 en een ritoverwinning in de Ronde van België brachten hem in de kijker, waardoor hij in 1911 de stap naar het profrennen kon zetten. Hij zou als individuele renner starten zoals veel renners in die tijd.

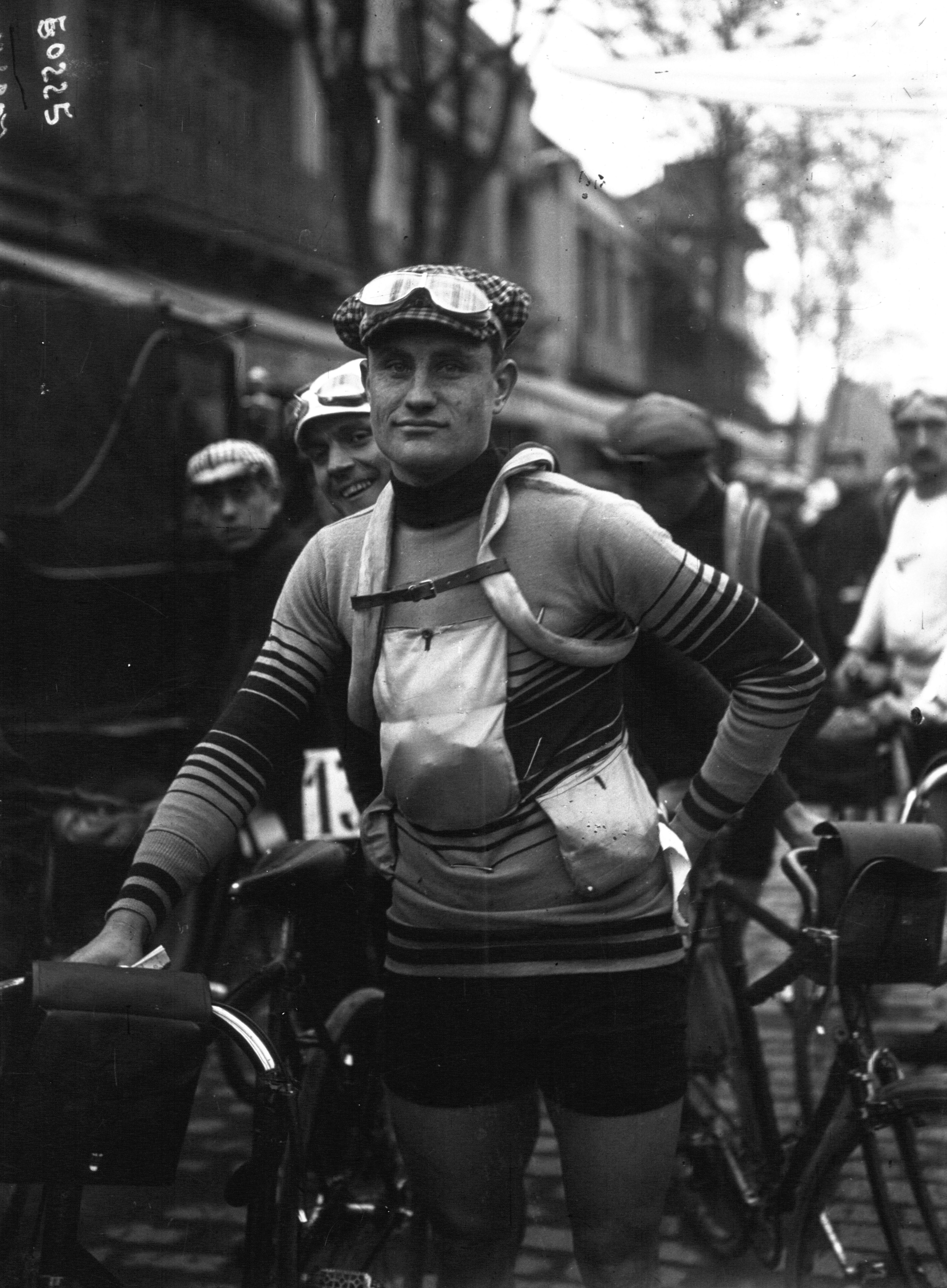
Charles Deruyter (1914)

### voor en tijdens de Eerste Wereldoorlog
In 1911 was een tweede plaats in de kasseikoers Parijs-Menen het beste resultaat van Charles Deruyter die zijn eerste stappen in het profrennen zette. Hij werd aanzien als een natuurkracht en viel hierdoor op bij het publiek. Het fietensmerk DEPAS uit Namen zou hem als boegbeeld uitspelen. 1912 was een van de sterkste jaren in de wegperiode van Charles Deruyter. Hij won de Grote Prijs van Namen, werd tweede in Parijs-Tours, derde in Milaan-Modena en zevende in Parijs-Roubaix. Dat jaar reed hij voor de Franse ploeg Peugeot-Wolber en mocht hij mee naar de Ronde van Frankrijk, zijn enige grote ronde die hij zou rijden. Hij reed een constante Tour met dichte en verre ereplaatsen en werd uiteindelijk 16de. Ook in 1913 reed hij nog voor de Peugeotploeg en werd hij tweede in Parijs-Roubaix en zevende in Bordeaux-Parijs en Parijs-Brussel. Een verlengd verblijf bij de Franse ploeg voor 1914 zat er echter niet meer in.
Bij het uitbreken van de Eerste Wereldoorlog week Deruyter uit naar Frankrijk waar hij in 1916 vrijwilliger werd bij het Belgische leger, meer bepaald bij de luchtvaart. Hij kon echter nog steeds koersen en reed enkele wedstrijden in onbezet Frankrijk. Zo won hij onder meer het Circuit d'Orléans, Parijs-Orléans, het 'Circuit de Lyon républicain', maar zijn belangrijkste overwinning in die tijd was ongetwijfeld Tours-Parijs dat in 1917 voor het eerst doorging. Deze wielerwedstrijd reed in de omgekeerde richting van de klassieker Parijs-Tours en zou uiteindelijk maar twee keer doorgaan.

### na de Eerste Wereldoorlog
In 1919 organiseerde de Franse krant Le Petit Journal een wielerwedstrijd die de belangrijkste plaatsen op het westelijke oorlogsfront zou aandoen, de Omloop van de Slagvelden. Deze rittenwedstrijd door België, Noord-Frankrijk en Luxemburg zou een van de meest heroïsche koersen ooit worden. Niet alleen reden de renners doorheen oorlogsgebied dat vaak nog volledig verwoest was met weinig berijdbare wegen, maar ook nog eens in bijzonder slecht weer die de koersomstandigheden alleen maar erger maakten. Slechts 21 renners kwamen aan. Winnaar werd Charles Deruyter. Hij won de derde, vierde en zevende etappe. Het was vooral de derde etappe tussen Brussel en Amiens die de basis vormde voor zijn overwinning. De wegen waren zo slecht dat eigenlijk maar drie renners Amiens bereikten. De renners vertrokken om 4.30 in Brussel en werden vanaf 15.00 in Amiens verwacht. Deruyter kwam om 23.00 in helse weersomstandigheden aan, meer dan een uur voor de volgende twee renners, Henri Van Lerberghe en Urbain Anseeuw. De Omloop zou maar één keer als rittenwedstrijd ingericht worden.

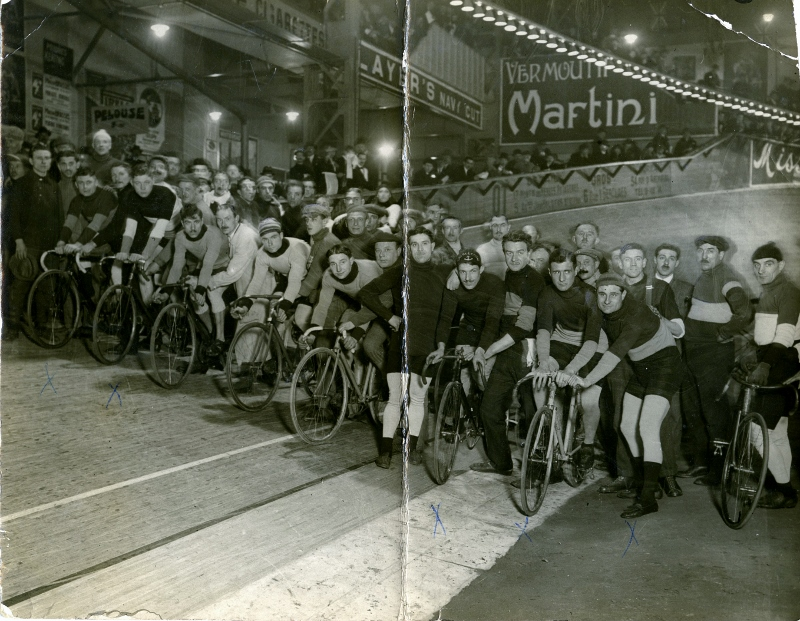
Deruyter en Berthet aan de start van de Zesdaagse van Brussel, 1921

Daarna zou Deruyter zich als hardrijder steeds meer specialiseren in het baanwielrennen wat voor veel renners financieel aantrekkelijker was. In 1920, 1921 en 1922 nam hij deel aan de Zesdaagse van New York. In 1920 werd hij ook tweede in de Zesdaagse van Brussel. Een jaar later zou hij samen met de Franse renner Marcel Berthet deze Zesdaagse winnen. In 1923 kwam Deruyter in dienst van de Zwitserse ploeg Gürtner-Hutchinson en was hij nog eens op de weg te vinden. Zo werd hij tweede in de Ronde van Vlaanderen net na zijn Zwitserse ploeggenoot Heiri Suter. Hij werd zevende in Parijs-Roubaix en zesde op het Belgisch Kampioenschap. Na dit jaar in Zwitserse loondienst spitste Deruyter zich volledig toe op de pistewereld van Parijs. Hij won in 1925 nog het Vierlanden Omnium in de Vel d'Hiv. Hij won nog verschillende zes-urenwedstrijden, koppelkoersen en koersen achter tandems en dernys.

### loopbaan na het wielrennen
In 1925 stopte Deruyter als profrenner en in 1928 zou hij definitief als renner stoppen. Hij bleef nog enige tijd in de Parijse regio wonen tot hij naar België terugkeerde en een fietshandel in Saint-Servais, nabij Namen, overnam. Hij was er onder andere handelaar in de fietsen van DEPAS en Splendor. Hij bleef niettemin actief in de wielersport. Hij begeleidde verschillende renners zoals Piet van Kempen, Theo Middelkamp, Stan Ockers ... De wereld van de bromfietsen was een passie van hem en op zijn bromfiets begeleidde hij veel renners tijdens hun training. In 1950 behaalde hij nog een zilveren medaille op een wedstrijd ingericht door de Belgische Motorrijdersbond op een eigen ontworpen motorfiets. In 1955 werd Deruyter tijdens een fietstocht door een hartaanval getroffen en overleed een dag nadien. Verschillende oud-renners woonden zijn uitvaart bij.

## Palmares

### Palmares op de weg
- 1917
  - Tours-Parijs
- 1919
  - Omloop van de Slagvelden :
    - algemeen klassement
    - 3de, 4de en 7de etappe

### Palmares op de piste
- 1921
  - Zesdaagse van Brussel (met Marcel Berthet)
- 1925
  - Vierlanden Omnium (Parijs)
- 1927
  - Prix Hourlier-Comès (met Georges Peyrode)

### Resultaten in voornaamste wedstrijden
| Jaar | Ronde van Italië | Ronde van Frankrijk | Ronde van Spanje |
| ---- | ---------------- | ------------------- | ---------------- |
| 1912 |                  | 16e                 |                  |

| Jaar | Ronde van Vlaanderen | Parijs-Roubaix | Luik-Bast.‑Luik | Parijs-Tours | Parijs-Brussel | Bordeaux-Parijs |
| ---- | -------------------- | -------------- | --------------- | ------------ | -------------- | --------------- |
| 1909 |                      |                | 6e              |              |                |                 |
| 1912 |                      | 7e             |                 | Zilver       |                |                 |
| 1913 |                      | ↑              |                 |              | 7e             | 7e              |
| 1923 | ↑                    | 7e             |                 |              |                |                 |

- Bibliothèque nationale de France: cb14977293s (data)
- International Standard Name Identifier: 0000 0004 5019 0228
- Virtual International Authority File: 316443446